# Étienne Charles de Loménie de Brienne

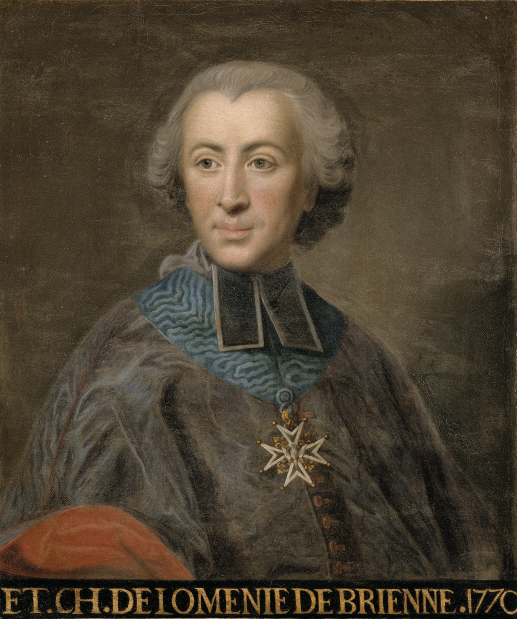
Étienne Charles de Loménie de Brienne (1770)

Étienne Charles de Loménie de Brienne (Parijs, 9 oktober 1727 – Sens, 19 februari 1794) was een Frans geestelijke, politicus en minister van Financiën onder Lodewijk XVI.

## Leven
Hij kwam uit een familie die teruggaat tot in de 15e eeuw. Na een briljante carrière als student trad hij toe tot de Kerk, wat in die tijd de beste weg was om een belangrijke positie te bemachtigen. In 1751 werd hij doctor in de theologie, ook al waren er twijfels over de orthodoxie van zijn thesis. In 1752 werd hij benoemd tot grootvicaris naar de aartsbisschop van Rouen. Na een bezoek van Rome werd de Loménie bisschop van Condom gemaakt en in 1763 werd hij aartsbisschop van Toulouse. Hij had ook enkele bekende vrienden waaronder Anne Robert Jacques Turgot, André Morellet en Voltaire en in 1770 werd hij toegelaten tot de Académie française. Hij was drie maal hoofd van het bureau van de rechtspraak van de algemene assemblee van de clerus. Hij had ook interesse in politieke en sociale vragen van de dag en adresseerde enkele ideeën aan Turgot over deze onderwerpen. Een van deze onderwerpen, armoede, was tamelijk opmerkelijk.
In 1787 werd de Loménie genomineerd als president van de Assemblee van Notabelen, in welke functie hij de fiscale politiek van Calonne aanviel. In april 1787 was hij Calonne eveneens opgevolgd als minister van Financiën. Toen hij aan de macht kwam, liet hij het parlement edicten registreren om om te gaan met interne vrije handel, de oprichting van provinciale assemblees en de aflossing van de arbeidsregistratie. Toen het parlement weigerde om edicten te registreren in verband met het zegelrecht en de voorgestelde nieuwe algemene landsbelasting, overtuigde hij Lodewijk XVI (als hoofd van de justitie) om deze registraties af te dwingen. Om het verzet te verpletteren, overtuigde de Loménie Lodewijk XVI om het parlement naar Troyes te verbannen. Toen het parlement de registraties goedkeurde, mochten de parlementsleden terugkeren naar Parijs.
Een volgende poging om het parlement te overtuigen om een edict te registreren over het aantrekken van een lening van 120 miljoen livre zorgde opnieuw voor hevig verzet. De strijd van het parlement tegen het onvermogen van Brienne eindigde op 8 mei 1788 in een akkoord over het samenroepen van een Staten-Generaal om de wanorde van de staat te herstellen.
Brienne, die intussen aartsbisschop van Sens geworden was, was nu het gezicht van de universele oppositie. Hij werd gedwongen om de Cour plenière (dat gekomen was in de plaats van het parlement) op te schorten en een Staten-Generaal samen te roepen. Deze maatregelen waren echter niet genoeg om hem aan de macht te houden en op 29 augustus 1788 ging hij op pensioen en liet de schatkist leeg achter. Op 15 december 1788 werd hij vervolgens tot kardinaal benoemd en ging hij voor twee jaar naar Italië. Na de uitbraak van de Franse Revolutie keerde hij terug naar Frankrijk en legde in 1790 de eed van de Burgerlijke Grondwet van de Clerus af. Dit werd verworpen door paus Pius VI en in 1791 werd hij verplicht om zijn baret af te staan.
Brienne trok zich terug in een abdij die tijdens de Revolutie geconfisqueerd werd. In 1793 verwierp hij op het hoogtepunt van de Franse Revolutie het katholicisme.
Omdat Brienne ineens het katholicisme verwierp en dat terwijl hij kardinaal en aartsbisschop was geweest, zorgde ervoor dat hij gewantrouwd werd door de revolutionairen. Op 9 november 1793 werd Brienne gearresteerd in Sens en enkele maanden later stierf hij in verdachte omstandigheden in de gevangenis. Zijn officiële doodsoorzaak was een apoplexische beroerte, maar volgens velen stierf Brienne door vergiftiging met het zgn. 'condorcetgif', een dodelijk mengsel van opium, stramonium en zoetstof.

## Familie
Zijn broer Louis Marie Athanase de Loménie de Brienne (1730-1794) was staatssecretaris onder Lodewijk XVI.
- Bibliothèque nationale de France: cb12319373c (data)
- Gemeinsame Normdatei: 11650823X
- International Standard Name Identifier: 0000 0000 8093 8349
- Library of Congress Control Number: n82115624
- Nationale Bibliotheek van Israël: 987007271830405171
- Nederlandse Thesaurus van Auteursnamen: 070600309
- SNAC: w6w1720q
- Système universitaire de documentation: 072232382
- Virtual International Authority File: 14840263
- WorldCat: E39PBJrCcBVyBVmVyR6P3WXjmd